# Дуглас З. Доуті
Дуглас З. Доуті (англ. Douglas Z. Doty; 15 жовтня 1874, Нью-Йорк — 20 лютого 1935, Лос-Анджелес) — американський сценарист і редактор.

## Біографія
Доуті написав сценарії для 63 фільмів в період між 1920 і 1935 роками, останній «Прощавай назавжди» що вийшов 1938 року, через три роки після його смерті. Доуті також працював як редактор для «The Century Company». Разом з авторами Гаррі д'Аббаді д'Аррастом і Дональдом Огден Стюартом, він був номінований на премію «Оскар» за найкраще літературне першоджерело («Сміх»).

## Вибрана фільмографія
- 1924: Дружина кентавра / The Wife of the Centaur
- 1924: Бродвей після темноти / Broadway After Dark
- 1925: Розпусна жінка / The Unchastened Woman
- 1930: Сміх / Laughter
- 1938: Прощавай назавжди / Always Goodbye